# Zooey Zephyr
Zooey Zephyr   (Billings, 29 d'agost de 1988) és una política estatunidenca. Des del 2023 és representant de Missoula a la Cambra de Representants de Montana pel Partit Demòcrata. És la primera persona obertament transgènere que ha estat escollida al Congrés Estatal de Montana.

## Biografia
Zephyr va néixer a Billings, Montana. Es va graduar a la Universitat de Washington l'any 2011 amb una doble llicenciatura en administració d'empreses i escriptura creativa.
Després de graduar-se, Zephyr va tornar a Montana per continuar els seus estudis a la Universitat de Montana. Hi va treballar durant set anys com a personal d'administració, primer al departament de Biologia i, després, a l'oficina del Rector.
En el marc de la seva feina, va dirigir el procés de revisió dels plans d'estudi i programes, i va ajudar a implementar programes de diversitat, igualtat i inclusió.
A més, Zephyr també ha competit en videojocs, concretament en tornejos del mod Project M de Super Smash Bros. També fa classes de lindy-hop a la seva ciutat i havia jugat a futbol durant la seva etapa universitària.

## Carrera activista i política
Com a activista, Zephyr s'ha centrat en els drets LGTB i en l'accés universal a la justícia, especialment per a les persones que se senten discriminades pel sistema burocràtic. També ha impulsat legislació a nivell local en el mateix sentit.
L'1 de març del 2021, Zephyr va decidir presentar-se a les eleccions a la Cambra de Representants de Montana després que el senat estatal aprovés, per un estret marge, tres lleis que restringien els drets LGTB. Entre aquestes lleis, n'hi havia una que evitava que les persones transgènere poguessin canviar el seu gènere al seu certificat de naixement sense sotmetre's a una cirurgia de reassignació de sexe.
En la seva campanya, Zephyr va assegurar que es presentava després d'haver vist de primera mà com els drets de les comunitats marginalitzades estaven sota atac a Montana, i que volia entrar a la cambra per "lluitar per la justícia econòmica i social".
El juny del 2022, Zephyr va guanyar a Dave Severson les primàries demòcrates per al 100è Districte de la Cambra de Representants de Montana, que inclou la seva ciutat, Missoula.
El 8 de novembre del 2022, a les eleccions de mig mandat, Zooey Zephyr va ser escollida congressista amb un 79% dels vots. Zephyr es va convertir en la primera dona trans a ser escollida al Congrés de Montana, juntament amb SJ Howell, la primera persona no binària en ser escollida.

### Legisladora a la Cambra de Representants de Montana
En la seva etapa com a congressista, Zephyr ha centrat bona part de les seves intervencions a combatre les lleis considerades contràries als drets LGBT i, en particular, als de les persones trans. Els seus esforços han topat amb la majoria republicana de la cambra, que té 68 congressistes respecte els 32 demòcrates. Durant la legislatura, s'han presentat vuit lleis que ataquen els drets LGTB, de les quals cinc s'han aprovat.
El 18 d'abril del 2023, durant el debat de la llei del Senat 99, que vol prohibir els tractaments de reassignació de gènere als menors d'edat, Zephyr va assegurar que obligar un menor trans a passar la pubertat és "equivalent a la tortura". Quan la líder de la majoria republicana, Sue Vinton, va presentar una objecció, Zephyr va contestar que, si s'aprovava la llei, esperava que "el proper cop que abaixeu el cap per resar, veieu la sang a les vostres mans", en referència al suposat augment de suïcidis que podria provocar aquesta llei.
Les declaracions de Zephyr van provocar la reacció irada dels congressistes republicans, i el Montana Freedom Caucus, una organització de congressistes i senadors estatals, va emetre un comunicat demanant que se la censurés, a més de referir-s'hi amb pronoms masculins.
Després de negar-se a demanar disculpes, i malgrat rebre el suport del seu partit, el president de la Cambra va retirar-li la paraula del debat.
El 24 d'abril, la majoria republicana, excepte dos representants, va votar a favor de mantenir la retirada de paraula a Zephyr. Després d'aquesta votació, un centenar de manifestants que s'havien concentrat a l'edifici de la Cambra van començar a protestar, cridant "deixeu-la parlar". La sessió es va aturar durant mitja hora i la policia antiavalots va entrar a desallotjar els manifestants. Els republicans van sortir de l'hemicicle, mentre els demòcrates s'hi van quedar. Zephyr es va quedar al seu escó, aguantant el micròfon a l'aire en senyal de suport als manifestants, set dels quals van ser detinguts.
El 26 d'abril, la Cambra de Representants va aprovar prohibir l'accés de Zephyr a la sala de sessions i dels passadissos per "haver violat les normes, els drets col·lectius, la seguretat, la dignitat, la integritat i el decor de la Cambra de Representants". La votació es va aprovar per 68 vots a favor, els dels representants republicans, i 32 en contra, més dels dos terços necessaris per a fer-ho. Durant el debat, Zooey Zepyr va assegurar que la majoria republicana estava utilitzant "el decòrum com a eina d'opressió".
La prohibició permet que Zephyr conservi el seu escó i pugui votar de manera remota, però li retira el dret a participar en els debats durant la resta de la sessió parlamentària.

## Vida personal
Zephyr és bisexual i trans. Té una relació amb la periodista i activista Erin Reed.